# قرار مجلس الأمن التابع للأمم المتحدة رقم 1354
قرار مجلس الأمن التابع للأمم المتحدة رقم 1354، المتخذ بالإجماع في 15 حزيران / يونيو 2001، بعد إعادة التأكيد على جميع القرارات المتعلقة بالحالة في قبرص، بما في ذلك القرار 1251 (1999)، مدد المجلس ولاية قوة الأمم المتحدة لحفظ السلام في قبرص لستة أشهر حتى 15 ديسمبر 2001.
وأشار مجلس الأمن إلى النداء الوارد في تقرير الأمين العام كوفي عنان للسلطات في قبرص وشمال قبرص للتصدي بشكل عاجل للوضع الإنساني المتعلق بالمفقودين. ورحب المجلس أيضا بالجهود المبذولة لتوعية أفراد حفظ السلام التابعين للأمم المتحدة بالوقاية من فيروس نقص المناعة البشرية / الإيدز والأمراض الأخرى ومكافحتها.
وبتمديد ولاية قوة الأمم المتحدة لحفظ السلام في قبرص، طلب القرار إلى الأمين العام أن يقدم تقريرا إلى المجلس بحلول 1 كانون الأول / ديسمبر 2001 بشأن تنفيذ القرار الحالي. كما حث الجانب القبرصي التركي على إنهاء القيود التي فُرضت في 30 حزيران / يونيو 2000 على عمليات قوة الأمم المتحدة المؤقتة في قبرص وإعادة الوضع العسكري إلى ما كان عليه في ستروفيليا.
ردًا على القرار 1354، رفضت السلطات في شمال قبرص، التي لم تعتبره ملزمًا أو ساريًا قانونًا، السماح لقوة الأمم المتحدة لحفظ السلام في قبرص بالتحليق فوق مجالها الجوي.

## روابط خارجية
- نص القرار في undocs.org